# Эрлих, Генрих Владимирович
Ге́нрих Влади́мирович Э́рлих (род. 19 июня 1955, Омск, СССР - 27 ноября 2020, Москва, Россия ) — российский химик, писатель, популяризатор науки. Доктор химических наук, лауреат Премии Ленинского комсомола в области науки и техники.

## Биография
Генрих Владимирович Эрлих — выходец из поволжских немцев, внук репрессированного профессора Владимира Яковлевича Эрлиха. Мать — Вергунова Мария Корнеевна, также из семьи репрессированных. Родился 19 июня 1955 года в Омске. Умер 27 ноября 2020 г., Москва.
Есть жена и сын Иван. Жена тоже химик, а сын преподаёт алгебру в МГУ и в 192 Московской школе.

### Учёба
В 1960 году семья вернулась в Куйбышев (Самару), где в 1972 году Генрих окончил с золотой медалью английскую спецшколу. В том же году поступил на химический факультет Московского государственного университета им. М. В. Ломоносова. В 1977 году окончил университет с красным дипломом, в 1981 году защищает кандидатскую диссертацию по кинетике и катализу, в 1987 году, в возрасте 31 года, — докторскую диссертацию по физической химии.

### Работа
К этому времени он уже лауреат Премии Ленинского комсомола в области науки и техники (1986) за работы по металлокомплексному катализу, автор около 120 научных трудов, включая статьи в ведущих советских и западных научных журналах («Colloid Interface Science», «Analitica chimica acta», «Talanta»), два десятка патентов, монографию и обзоры. За это время побывал с научными экспедициями в Северном Ледовитом и Тихом океанах, на Камчатке и Дальнем Востоке, занимаясь, помимо основной работы, химией моря. Занимался также работой со школьниками и возглавлял в течение двух лет предметную комиссию по химии Всероссийской олимпиады школьников. «Отличник народного просвещения РСФСР».
В 1987 году принимал участие в создании одного из первых в СССР научно-производственных кооперативов «Диагностикум», а в 1989 году — одного из первых в СССР совместных предприятий «БиоХимМак», которое успешно функционирует по сей день. Работая в этой компании с 1990 года, Г. В. Эрлих вместе с коллегами успешно воплотил и вывел на рынок все свои научно-технические разработки, сделанные в 80-е годы (методы и устройства для химического и экологического анализа, биотехнологии и медицины).
С 2003 года работал ведущим научным сотрудником Химического факультета МГУ им. М. В. Ломоносова на кафедре химии нефти и органического катализа. Разработал и преподавал лекционные курсы: "Нанотехнологии и химия поверхности", "Коммуникации в науке", "Химия поверхности и хроматография".

### Литературное творчество
Генрих Владимирович Эрлих — профессиональный литератор, прозаик, член Союза писателей России с 2003 года. Издал романы «Последний волк» (2000), «Хроники грозных царей и смутных времён» (трёхтомник, 2006), антиутопии «Чёрное колесо» (два тома, 2008), трилогии о Второй мировой войне «Русский штрафник вермахта» (2009—2010), историческому детективу «Древо жизни» (2009).
Является популяризатором науки, автор научно-популярного журнала «Химия и жизнь» и нескольких научно-популярных книг, написанных в разных жанрах. В своём романе «Загадка Николы Тесла» (2009) использует жанр научный детектив. Выступил с критикой Г.Грабового в книге «Антиграбовой» (2007) совместно с Д.Соколовым-Митричем. Научный редактор перевода книги «Критическая масса» Филипа Бола (2009) и «Из чего все сделано? Рассказы о веществе» Л.Стрельниковой (2011).

### Изданные произведения
- «Последний волк», М., ВЛАДМО, 2000, 175 с.
- «Хроники грозных царей и смутных времён»:
- Том 1, «Иван Грозный — многоликий тиран?», М.: Яуза-ЭКСМО, 2006, 480 с.
- Том 2, «Царь Борис, прозваньем Годунов», М.: Яуза-ЭКСМО, 2006, 480 с.
- Том 3, «Царь Димитрий — самозванец?», М.: Яуза-ЭКСМО, 2006, 510 с.
- * Соколов-Митрич Д. В., Эрлих Г. В. АнтиГрабовой. Кто «воскрешает» наших мёртвых?. — М.: Эксмо, Яуза, 2006. — 320 с. — (АнтиМулдашев). — ISBN 5-87849-199-0, 978-5-87849-199-0. Архивировано 17 октября 2018 года.
- «Чёрное колесо»:
- Том 1, «История двух семеек», М.: Гелеос, 2008, 448 с.
- Том 2, «Воспитание чувств, или Сон разума», М.: Гелеос, 2008, 448 с.
- «Загадка Николы Тесла», М.: Яуза-ЭКСМО, 2009, 352 с.
- «Древо жизни», М.: Вече, 2009, 432 с.
- Трилогия о Второй мировой войне:
- Том 1, «Русский штрафник вермахта», М.: Яуза-Пресс, 2009, 320 с.
- Том 2, «Адский штрафбат», М.: Яуза-Пресс, 2009, 286 с.
- Том 3, «Последний штрафбат Гитлера», М.: Яуза-Пресс, 2010, 320 с.
- Объединённое издание, «Штрафбат везде штрафбат», М.: Яуза-Пресс, 2011, 720 с.
- Золото, пуля, спасительный яд. 250 лет нанотехнологий. (Серия GALILEO) — М.: КоЛибри, 2012. — 400 с. (ISBN 978-5-389-02399-4)
- Малые объекты — большие идеи. Широкий взгляд на нанотехнологии - М.: БИНОМ.Лаборатория знаний,  2011, 296с. (ISBN 978-5-9963-0522-3) [2]

### Статьи
- «О величии и юбилейных рейтингах», Российский химический журнал, 2002, т.46, № 2, с. 90-96.
- «Размышления о научной эмиграции, или Никто нам не поможет, кроме нас самих», Российский химический журнал, 2007, т. 51. № 3, с. 142—150. (сокращённая перепечатка: «Химия и жизнь», 2007, № 10, с. 50-51)
- «Наука в России и в мире: попытка беспристрастного рассмотрения». В кн.: «Наука России. От настоящего к будущему», М.: Либроком, 2009, с. 88-132. (совместно с Г. В. Лисичкиным).
- «Философия „общего дела“», «Химия и жизнь», 2007, № 10, с. 4-9.
- «И кто придумал эту научную революцию?!», «Химия и жизнь», 2007, № 11, с. 10-15; 2007, № 12, с. 10-14.
- «Нанотехнологии как национальная идея», «Химия и жизнь», 2008, № 3, с. 32-37.
- «Мифы нанотехнологий», «Химия и жизнь», 2010, № 5, с. 22-27.
- «Какая химия должна изучаться в современной школе?», в сб.: «Естественнонаучное образование: тенденции развития в России и в мире», М.: Издательство Московского университета, 2011, с.59-87.